# Anyphaena sabina
Anyphaena sabina là một loài nhện trong họ Anyphaenidae.
Loài này thuộc chi Anyphaena. Anyphaena sabina được Ludwig Carl Christian Koch miêu tả năm 1866.